# Erik Fredriksson
Erik Fredriksson (Tidaholm, 13 febbraio 1943) è un ex arbitro di calcio svedese.

## Biografia
Fu designato dalla FIFA arbitro o guardalinee in tre edizioni dei Campionati mondiali (vanta questo primato in coabitazione con altri 18 fischietti, tra i quali il connazionale Ivan Eklind): nel 1982 diresse nella fase a gironi Jugoslavia-Irlanda del Nord 0-0; nel 1986 la gara inaugurale Italia-Bulgaria 1-1, l'ottavo di finale Belgio-Unione Sovietica 4-3 e fu guardalinee nella finale Argentina-Germania Ovest 3-2; nel 1990 diresse nella fase a gironi Argentina-Unione Sovietica 2-0.
Nel corso di tale ultimo incontro non concesse un rigore ai sovietici sullo 0-0 per fallo di mano volontario dell'argentino Maradona; a causa di questo errore fu rimosso dal segretario della FIFA Blatter dai quadri arbitrali per il prosieguo della competizione.
A livello di competizioni di club arbitrò la finale di Coppa dei Campioni 1983-84 tra Liverpool e Roma, l'incontro d'andata della Supercoppa UEFA 1988 tra PSV e Malines, e la Coppa Intercontinentale 1989 tra Milan e Atlético Nacional.
In tale anno fu classificato terzo nella periodica graduatoria stilata dall'IFFHS relativa al miglior arbitro dell'anno.
Nel Marzo 1987 arbitrò l'incontro Tirol-Torino, valido per i quarti di finale della Coppa UEFA, di cui fu protagonista assoluto sorvolando su due clamorosi falli da rigore in area austriaca che sancirono l'eliminazione della squadra italiana.
È stato inoltre selezionato per le edizioni 1984 e 1988 del Campionato europeo di calcio (nella prima edizione arbitrò Belgio-Jugoslavia e nella seconda diresse Italia-Spagna), e per l'edizione 1988 della Coppa d'Asia, arbitrando tre partite.
Vanta anche la direzione in una semifinale di Coppa dei Campioni (nel 1989), in due semifinali di Coppa delle Coppe (nel 1981 e nel 1985) ed in tre semifinali di Coppa UEFA (nel 1980, 1983 e nel 1986).
Termina l'attività sui campi nel 1991.
La sua caratteristica principale era la velocità negli spostamenti sulle distanze brevi, tant'è che per diverso tempo fu considerato tra gli arbitri UEFA più veloci, con tempi al di sotto degli 11 secondi sui 100 metri.
Nel 1992 la FIFA gli conferisce inoltre il prestigioso FIFA Special Award.